# Макс Шелер
Макс Ше́лер (нім. Max Scheler; 22 серпня 1874, Мюнхен, Королівство Баварія, Німецька імперія — 19 травня 1928, Франкфурт-на-Майні, Веймарська республіка) — німецький філософ і соціолог, один з засновників філософської антропології.

## Біографія
Макс Шелер вивчав медицину, філософію і психологію в університетах Мюнхена та Берліна. Крім цього, в Берліні Шелер займався соціологією, а в Єнському університеті вивчав неокантіанство в області етики й теорії пізнання. Захистив дисертацію у Рудольфа Ойкена в 1897 році.
Пізніше, до 1905 року, займався викладацькою діяльністю в Єнському університеті. В 1919–1928 роках — професор Кельнского університету, з 1928 року — професор Франкфуртського університету.
Не встиг закінчити свою працю «Сутність людини, новий досвід філософської антропології» («Філософська антропологія»), коротким викладенням якої стала робота «Місце людини в космосі» (1928) (їй передувала зроблена в 1927 році доповідь «Особливе становище людини»).
«Місце людини в космосі» пропонує грандіозне бачення поступового самостановлення об'єднання людини, Божества і світу. У цього процесу є дві полярності: розум, чи дух, з одного боку, і порив — з іншого. Ідеї розуму, або духу, безсилі, якщо вони не вступають в практику, або не реалізуються в житті та практичних ситуаціях, які створені поривом і людськими спонуканнями…"

## Філософська антропологія
Головним завданням філософської антропології, Шелер вважав розкриття сутності людини, тобто відповідь на питання: що є людина? «І релігії й філософи, — писав він, — до сих пір намагалися говорити про те, яким чином і звідки з'явилася людина, замість того щоб визначити, що вона є». При цьому Шелер чітко усвідомлював складність знаходження відповіді на це питання, оскільки «людина настільки широка, яскрава і різноманітна, що всі її визначення виявляються занадто вузькими».
У філософії пізнього Шелера мова йде про подвійну основу сущого, що складається з енергетично самостійного, потужного «пориву» і безсилого «духу». Для пориву і духу, по Шелеру, характерно те, що потік діючих в ньому сил йде від низу до верху: кожна вища форма буття спирається на енергію нижчих форм. Поняття «пориву» охоплює хаотичні сили неорганічної природи й потік «життя», а також економічні, політичні та демографічні аспекти історії. Поняття «духу» позначає вищі ідеальні, емоційно-ціннісні форми буття як в особистісних вимірах, так і в більш широкому плані змісту культури. «Центр актів, — каже Шелер, — в якому дух проявляється в області кінцевого буття, ми хочемо позначити поняттям особистості, радикально відмінним від усіх функціональних центрів життя, які при розгляді їх зсередини називаються» душевними центрами".
Трансцендування за межі «життя» — найсуттєвіша ознака людського буття, при цьому у пізнього Шелера людина спрямована до реалізації свого власного сутнісного начала, у вимірах якого божественне зливається з людським; божество в цьому філософському вченні мислиться як те, що є  в людині і людстві, людина розуміється не як творіння Бога, а як «співавтор» (Mitbildner) великого синтезу.
Діяльність «духу», за Шелером, спирається на силу інстинктів, поставлених «духом» собі на службу, сам по собі «дух» безсилий. Найбільш піднесені ідеї залишаються нереалізованими, якщо вони не спираються на енергію інстинктів. «Дух» повинен не заперечувати інстинкти, а залучати їх до сфери своєї дії.
Однак в «пориві» Шелер бачив також велике начало буття; сили життя вносять яскраве різноманіття в реальне існування людини. За Шелером, ці дві стихії не можуть повністю злитися в процесі здійснення їх синтезу.
Життя є потік переживань. В його основі лежить порив як прагнення (потяг); потяг детермінує змінюваність переживань.

## Українські переклади
- Шелер М. Сутність моральної особистості // Пер. з нім. М. Култаєвої / Сучасна зарубіжна філософія. Течії і напрями. Хрестоматія. — К.: Ваклер, 1996. — С. 9-30.